# Turkmenistán en los Juegos Olímpicos de Tokio 2020
Turkmenistán estuvo representado en los Juegos Olímpicos de Tokio 2020 por nueve deportistas, cinco hombres y cuatro mujeres, que compitieron en cuatro deportes.
Los portadores de la bandera en la ceremonia de apertura fueron el nadador Merdan Ataýew y la yudoca Gulbadam Babamuratova.

## Medallistas
El equipo olímpico turcomano obtuvo las siguientes medallas:
| Nombre         | Deporte      | Competición |
| -------------- | ------------ | ----------- |
| Oro            |              |             |
| —              |              |             |
| Plata          |              |             |
| Polina Guryeva | Halterofilia | 59 kg F     |
| Bronce         |              |             |
| —              |              |             |